# Ромашка Демид Остапович
Рома́шка Деми́д Оста́пович (?, Ярославка, Козелецький уїзд, Чернігівська губернія, Російська імперія — 8 липня 1920, Піски, Козелецький уїзд, Чернігівська губернія, УСРР)— один з учасників і керівників повстанського руху прихильників УНР проти окупантів (німців, росіян-денікінців, російських більшовиків-ленінців) на Задніпров’ї 1920х рр.

## З життєпису
1919 року очолив селянське повстання на півдні Чернігівської губернії проти Білої армії генерала Денікіна. Станом на 23 серпня 1919 року у загоні Демида Ромашки нараховувалося 2500 осіб, мав 4 кулемети.
Після відступу денікінців розпочав боротьбу уже проти радянської влади. Сферою впливу та дій отамана Ромашки були південь нинішньої Чернігівської області і прилегла до неї лівобережна Київщина — сучасні Остерський, Козелецький, Бобровицький, Броварський райони.
Згідно з «Протоколом огляду Демида Остаповича Ромашки, уродженця с. Ярославки Козелецького повіту», який зберігається у Державному архіві Чернігівської області (Ф. 5080, оп. 1, спр. 3), Д. О. Ромашка загинув 8 липня 1920 року, отримавши «дві наскрізні рани від куль у голову і лице, несумісні з життям».
Проте є свідчення, що отаман насправді не загинув і продовжив боротьбу.
Так, газета «Свобода», що виходила у Нью-Джерсі (США), від 21 вересня 1920 року згадує серед повстанських загонів, що діяли на той час в Україні, «батальйон Шевченка» під командою прапорщика Ромашка.
У розвідчому звіті Партизансько-повстанського штабу від 22 вересня 1921 року зазначається: "25 серпня в районі Ніжин — Носівка оперував повстанчий відділ полковника Ромашки (до 3 тисяч). Відділ перервав сполучення між Києвом і Бахмачем. Один із більшовицьких полків, посланий для його ліквідації, у повному складі перейшов на бік повстанців. 28 серпня відділ Ромашки захопив ст. Кобижча, а біля ст. Бобровиця висадив міст, повстанці захопили бронепотяг «Другий червоний командир» з 4 гарматами, 10 кулеметами і різним військовим спорядженням. За останні дні загін значно збільшився й існує під назвою «Друга дика дивізія».
Червона армія, як і СРСР, називали отамана бандитом і розповідали, що Ромашка зі своєю бандою заважав працювати в Броварах та тероризував населення містечка.

## Згадки про отамана

Плакат 1920-х років, де у вірші згадується Ромашка

Про Ромашку згадується у вірші невідомого автора «Куркуль та бандит», де отамана порівнюють з такими діячами Повстанської Армії України, як Махно і Тютюнник.
|  | Ви чували про Ромашку, Про Тютюнника, Махно? Ми зійдемся всі до купи І стоятимем в одно. |

Про отамана Демида Ромашку також розповідається в книжці Володимира Гузія «Золота очеретина».
|  | Цьому рухові властива партизанська тактика лісової війни, зв'язки з петлюрівським керівництвом, сувора дисципліна. Сферою впливу та дій отамана Ромашки стали Остерщина, Козелеччина, Басанщина, Броварщина. У 1920 році більшовицькі газети скаржилися, що на Басанщині не міг з'явитися жоден представник радянської влади. Ромашківців було багато, але діяли вони підпільно, як і махновці. На початку 1920 року загін Ромашки напав на Броварі, Гоголів, Русанів. На весні 1920 року, перед початком повстань у Зазим'ї, Літках, Требухові проти Ромашки було кинуто регулярні частини Червоної Армії. |

Ймовірне припущення, що саме землякові Ромашці присвятив Павло Тичина свій знаменитий вірш
|  | На майдані коло церкви революція іде. Хай чабан! усі гукнули, за отамана буде. |